# هنر یادگارخواهانه

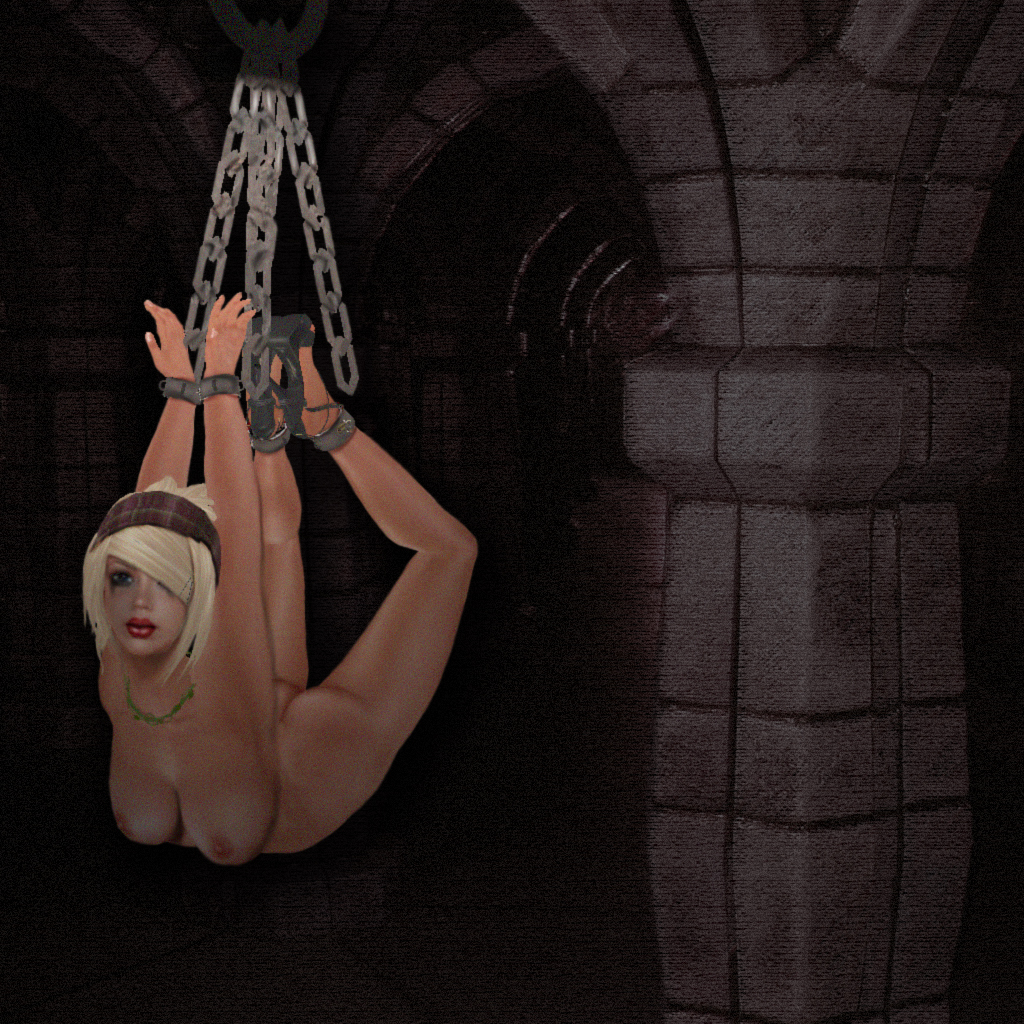
Suspended BDSM Artwork

هنر یادگارخواهانه (انگلیسی: Fetish art) هنری است که افراد را در موقعیت‌های یادگارخواهی مثل خفت‌بندی، بی‌دی‌اس‌ام، سروری و بردگی، دگرجنس‌پوشی یا ترکیبی از همهٔ آنها نشان می‌دهد.